# 春はSA・RA SA・RA
「春はSA・RA SA・RA」（はるはサラサラ）は、日本の歌手長山洋子のアイドル歌手時代にリリースされたデビュー・シングル。1984年4月1日に発売された。

## 解説
- 長山洋子の歌手デビュー曲。楽曲について、長山本人はこのようにコメントしている。

「私のデビュー曲です。小さい頃から民謡をやっていたのでレコーディングの時“こぶし”が回ってしまって、随分なおされたの。その後もテレビなんかで歌うたびに "この歌い方で、いいのかな" って不安でした。とても懐かしい思い出です。今でもこの曲を歌うと、その頃の気持ちが戻って来て私をリフレッシュしてくれる、そんな不思議なチカラがある大切な曲。それにしてもジャケット撮影の時は寒かったなあ……。」―― ベスト・アルバム『New Yoko Times』(ニューヨーコ・タイムス) のライナーノートより。
- 表題曲「春はSA・RA SA・RA」は、フィンランドの女性歌手Eini（エイニ）が1983年に発表したアルバム『Aika Pakkaus』の収録曲「Kiitävän Hetken Hurmaa」のカバー曲。[2]

- B面曲「夢の色」は、高田みづえのアルバム『びいどろざいく』収録曲「乳白色のプリズム」のカバー曲で、1985年1月には柏原芳恵もシングル「ロンリー・カナリア」のB面曲「乳白色のプリズム」としてカバーした楽曲。[3]

- デビュー時のキャッチフレーズは、"ぼくの青春（とき）をとめる、少女がいた" だった。

- 日本テレビ系列『ザ・トップテン』（1984年5月21日生放送）の「話題曲コーナー」に出演するなど、当時数々の音楽番組・バラエティ番組へ登場し、同曲を歌唱披露していた。
- 2014年のスペイン映画『マジカル・ガール』では作中に登場する架空のアニメの主題歌として「春はSA・RA SA・RA」が採用された。

## 収録曲
1. 春はSA・RA SA・RA
  - 作詞・作曲：Raul Reiman, Jori Sivonen / 日本語詞：竜真知子 / 編曲：鷺巣詩郎
2. 夢の色
  - 作詞：島武実 / 作曲：宇崎竜童 / 編曲：松井忠重